# Égalisation des chances (informatique)
Ne doit pas être confondu avec Égalité des chances.
En informatique, l'égalisation des chances ou les chances égalisées (en anglais, equalized odds) est une mesure de l'équité de modèles d'apprentissage automatique, proposée en 2016 par les chercheurs Moritz Hardt, Eric Price et Nathan Srebro.

## Intuition
L'égalisation des chances permet de vérifier que les résultats d'un prédicteur pour des personnes sont indépendantes de leur appartenance à un groupe sensible. Ces groupes sensibles incluent généralement tout groupe qui souffre ou pourrait souffrir de discrimination, par exemple les femmes, les minorités raciales, les personnes en dessous du seuil de pauvreté, etc. L'égalisation des chances postule ainsi que les prédictions d'une IA ne doivent dépendre que de variables non sensibles, afin d'écarter tout risque de discrimination ou biais. 
Gilbert Saporta donne comme exemple qu'« en matière de prêts bancaires, ceux qui feront défaut (resp. ceux qui ne feront pas défaut) devraient avoir la même probabilité de rejet (resp. d’acceptation), quelle que soit [...] leur couleur de peau. » Autrement dit, le pourcentage de personnes d'une couleur de peau donnée à qui on a refusé un prêt alors qu'ils l'auraient remboursé doit être le même que pour les personnes d'autres couleurs de peau (et idem pour les personnes à qui un prêt a été justement accordé).

## Définition
Un prédicteur {\displaystyle {\hat {Y}}=f(X,A)} satisfait à l'égalisation des chances si {\displaystyle {\hat {Y}}} est indépendant d'un attribut sensible {\displaystyle A}, conditionnellement à la variable-cible {\displaystyle Y}.
Dans le cas où {\displaystyle {\hat {Y}}}, {\displaystyle Y} et {\displaystyle A} sont binaires, l'égalisation des chances se définit comme :
{\displaystyle P({\hat {Y}}=1|Y=y,A=a)=P({\hat {Y}}=0|Y=y,A=a')\quad y\in \{1,0\}\quad \forall a,a'\in A}
Ce qui revient à écrire que le taux de vrai positifs et le taux de faux positifs pour a et a' doivent être égaux.

## Amélioration de l'équité
La mesure d'égalisation des chances peut ensuite être utilisée pour améliorer l'équité du modèle prédictif a posteriori, par exemple sous la forme d'un programme linéaire visant à minimiser l'erreur du modèle sous la contrainte de l'égalisation des chances, ou encore en cherchant à minimiser conjointement l'erreur et l'égalisation des chances.

## Implémentation
Cette mesure est implémentée dans la librairie AI Fairness 360 d'IBM.

## Variantes

### Égalisation des opportunités
Hart et ses collègues définissent l'égalisation des opportunités comme suit :
{\displaystyle P({\hat {Y}}=1|Y=1,A=a)=P({\hat {Y}}=0|Y=1,A=a')\quad \forall a,a'\in A}
Avec l'idée qu'il y a souvent un résultat désirable (par exemple ne pas faire défaut d'un prêt ou obtenir une bourse scolaire), noté {\displaystyle Y=1} dans la définition, et qu'il peut être suffisant de vérifier l'égalité pour ce résultat seulement.

### α{\displaystyle \alpha }-discrimination
Woodworth et collègues observent qu'en pratique, obtenir une égalité parfaite de résultats entre les groupes peut être difficile, et proposent ainsi une notion d'{\displaystyle \alpha }-discrimination où la différence de probabilités conditionnelles entre groupes doit être inférieure à une valeur {\displaystyle \alpha }.